# Galileo (телепередача)
Galileo — оригинальная немецкая познавательная телепередача, транслирующаяся с 30 ноября 1998 года. Выходит ежедневно с 19:05 до 20:15 (по Берлинскому времени) на канале ProSieben.

## Претензии и критика

### Концепция
Со стороны многих известных учёных программа Galileo позиционируется как псевдо-научная телепрограмма. Качество образовательной концепции программы оценивается как относительно-высокое, в то же время качество материала оценивается как сомнительное. По этой причине программа позиционируется как «развлекательный тележурнал», а не как «научно-познавательный тележурнал». /Хотя программа не продается под этим именем, концепцию дизайна и самой программы в целом могут использовать другие страны для производства своих телепередач.
На самом деле программа довольно часто пытается произвести впечатление научного тележурнала; зачастую так её и называют, особенно в рекламе. Таким образом ProSieben создает впечатление телепрограммы высокого класса. Это впечатление обманчиво, поскольку так называемые «эксперименты» в программе основаны не на научной основе, а лишь создают впечатление о ней. Также в программе часто присутствует скрытая реклама, которую дают рекламодатели ProSiebenSat.1 Media AG. Соответствующие названия и логотипы четко видны.
Журналист и исследователь Клаус Майер говорит, что Galileo с 1998 года в развлекательной форме сообщает зрителям знания, а успех программы сделал её законодателем медиа-моды на передачи подобного формата. Но критерием успеха является не актуальность контента, а размер целевой аудитории. Поэтому сюжетами становятся лишь темы, которые можно эффектно представить на экране, и, сверх того, имеющие отношение к повседневной жизни зрителей.

### Качество сюжетов
Многие уважаемые учёные жалуются на неинформативность сюжетов. Часто допускаются фактические ошибки. Например, в одной из передач (16 июля 2008) луна была названа планетой, а гидроксид натрия — ядовитым веществом, цвет куриных яиц был связан с цветом оперения кур. В другой программе сообщалось, что номинальное напряжение бытовой электросети в Германии составляет 220 вольт (в действительности — 230 вольт с 1987 года).
Длинные сюжеты в основном содержат очень мало информации, причём критическая информация по теме часто игнорируется. В выпуске от 18 июня 2009 года в сюжете было сказано, что пилоты реактивных самолетов подвергаются перегрузке 3g, через две минуты в том же сюжете озвучено значение 9g, тем самым наблюдался тик молчания. В выпуске от 8 сентября 2009 года утверждалось, что в калифорнийской Долине Смерти не работают навигационные приборы.

### Пищевая промышленность
Часто в сюжетах про производство пищи не называются определенные элементы, редакторы ссылаются на якобы «секреты» производителей. Большинство этих элементов используются на производствах в Европе, и не считаются секретами производителей.

### Атомная промышленность
В июле 2009 года экологическая группа Гринпис подвергла критике сюжет программы, посвященный обеспечению безопасности реакторных блоков АЭС Изар. Программа Galileo была обвинена в использовании манипулятивной компьютерной графики и сообщении неверных данных. Гринпис требовал опровержения ложной информации. Несмотря на обещания редакции, это требование так и не было выполнено программой.

## Логотип
За всю историю телепередача сменила один логотип. Нынешний — второй по счёту:

## «Галилео — путешествия и знания»
С 16 апреля 2011 года создатели Galileo запустили субботнюю программу «Галилео — путешествия и знания», ведущим которой стал Стефан Гоудди. Общая концепция программы это путешествие по очень разным странам, информация о такой-то стране и о людях с экстраординарными способностями.

## Точно такие же программы, но они рассматривают отдельные темы
А это программы, рассматривающие отдельно взятые темы:
- Тайны Galileo (нем.: Galileo Mystery) — программа, рассматривающая мистические события и тайны, не разгаданные до сих пор.
- Galileo X.perience — программа, рассказывающая о людях, выживших в катастрофах, несмотря на их низкую вероятность выжить.
- Galileo Spezial — программа, транслирующаяся на специальных мероприятиях.
- Galileo History — программа, рассматривающая исторические факты
- Галилео — российский вариант передачи, с тремя авторами и ведущими - Александром Пушным, Владимиром Маркони и Даней Крастером (в 2020 году Маркони вёл программу совместно с Крастером), совмещающий в себе как немецкие сюжеты, так и собственные, российские. В "МегаГалилео" демонстрировались только сюжеты собственного производства (российские). Программа выходила с понедельника по пятницу в 16:00/16:30, новое Галилео выходило с понедельника по четверг в 14:00 (в пятницу - выходной). Также хотели запустить ещё тематические, как и в оригинале, но создатели Galileo очень быстро передумали.
- Галілео (рус.: Галилео) — украинский вариант передачи с ведущим Юрием Краповым, совмещающий в себе как немецкие сюжеты, так и собственные, украинские.